# Ironman Cairns
Pour les articles homonymes, voir Cairns (homonymie).
L'Ironman Cairns  est une compétition de triathlon longue distance créée en 2012 et qui se tient annuellement au mois de juin a Cairns dans le Queensland en Australie. Qualificatif pour le championnat du monde d'Ironman à Kona (Hawaï), la compétition attribue également le titre continental de « champion d'Asie-Pacifique d'Ironman » dont l'épreuve est le support depuis 2015.

## Histoire
| \| Cairns · depuis 2011 \| Localisation de l'épreuve dans le Queenland |
| Cairns · depuis 2011                                                   |

## Palmarès
| Année | Médaille d'or     | Temps           | Médaille d'argent      | Temps           | Médaille de bronze | Temps           |
| ----- | ----------------- | --------------- | ---------------------- | --------------- | ------------------ | --------------- |
| 2024  | Matt Burton       | 7 h 45 min 24 s | Braden Currie          | 7 h 48 min 59 s | Mike Phillips      | 7 h 49 min 21 s |
| 2023  | Braden Currie -3- | 7 h 50 min 10 s | Steven McKenna         | 8 h 0 min 59 s  | Tim Berkel         | 8 h 4 min 54 s  |
| 2022  | Max Neumann -3-   | 7 h 52 min 53 s | Braden Currie          | 7 h 55 min 9 s  | Sam Appleton       | 8 h 5 min 33 s  |
| 2021  | Max Neumann -2-   | 7 h 58 min 54 s | Tim Berkel             | 8 h 6 min 38 s  | Joshua Amberger    | 8 h 10 min 11 s |
| 2020  | Max Neumann -1-   | 8 h 13 min 8 s  | Tim Berkel             | 8 h 15 min 57 s | Joshua Amberger    | 8 h 18 min 38 s |
| 2019  | Braden Currie -2- | 8 h 4 min 19 s  | Tim Berkel             | 8 h 23 min 48 s | David Dellow       | 8 h 32 min 11 s |
| 2018  | Braden Currie -1- | 7 h 54 min 59 s | Francisco Javier Gómez | 7 h 56 min 39 s | Terenzo Bozzone    | 8 h 0 min 7 s   |
| 2017  | Joshua Amberger   | 8 h 2 min 17 s  | Joseph Gambles         | 8 h 4 min 3 s   | Braden Currie      | 8 h 7 min 46 s  |
| 2016  | Tim Berkel        | 8 h 15 min 3 s  | David Dellow           | 8 h 19 min 13 s | Pete Jacobs        | 8 h 28 min 28 s |
| 2015  | Luke McKenzie -2- | 8 h 18 min 1 s  | Cameron Brown          | 8 h 26 min 22 s | Dylan McNeice      | 8 h 36 min 55 s |
| 2014  | Cameron Brown     | 8 h 20 min 15 s | Tim Berkel             | 8 h 23 min 23 s | Peter Robertson    | 8 h 33 min 26 s |
| 2013  | Luke McKenzie -1- | 8 h 17 min 43 s | Tim Berkel             | 8 h 22 min 16 s | Chris McCormack    | 8 h 32 min 50 s |
| 2012  | David Dellow      | 8 h 15 min 4 s  | Cameron Brown          | 8 h 22 min 21 s | Jimmy Johnsen      | 8 h 29 min 36 s |

| Année | Médaille d'or      | Temps           | Médaille d'argent | Temps           | Médaille de bronze | Temps           |
| ----- | ------------------ | --------------- | ----------------- | --------------- | ------------------ | --------------- |
| 2024  | Hannah Berry       | 8 h 44 min 31 s | Lotte Wilms       | 8 h 46 min 53 s | Kylie Simpson      | 8 h 50 min 12 s |
| 2023  | Kylie Simpson -2-  | 8 h 40 min 52 s | Radka Kahlefeldt  | 8 h 58 min 48 s | Penny Slater       | 9 h 5 min 49 s  |
| 2022  | Sarah Crowley -2-  | 8 h 59 min 40 s | Radka Kahlefeldt  | 9 h 5 min 16 s  | Kylie Simpson      | 9 h 19 min 21 s |
| 2021  | Kylie Simpson -1-  | 9 h 6 min 34 s  | Amélia Watkinson  | 9 h 9 min 52 s  | Chloe Lane         | 9 h 13 min 59 s |
| 2020  | Amélia Watkinson   | 9 h 20 min 38 s | Sarah Crowley     | 9 h 22 min 3 s  | Renee Kiley        | 9 h 23 min 56 s |
| 2019  | Teresa Adam -2-    | 8 h 48 min 33 s | Sarah Crowley     | 8 h 53 min 37 s | Kaisa Sali         | 8 h 53 min 51 s |
| 2018  | Teresa Adam -1-    | 8 h 53 min 17 s | Mirinda Carfrae   | 8 h 59 min 18 s | Beth McKenzie      | 9 h 3 min 11 s  |
| 2017  | Sarah Crowley -1-  | 8 h 58 min 14 s | Sarah Piampiano   | 9 h 8 min 20 s  | Kristin Möller     | 9 h 14 min 8 s  |
| 2016  | Jodie Swallow      | 9 h 6 min 16 s  | Linsey Corbin     | 9 h 12 min 50 s | Sarah Crowley      | 9 h 19 min 56 s |
| 2015  | Liz Blatchford -3- | 9 h 11 min 49 s | Gina Crawford     | 9 h 20 min 56 s | Michelle Bremer    | 9 h 35 min 32 s |
| 2014  | Liz Blatchford -2- | 9 h 16 min 58 s | Melanie Burke     | 9 h 22 min 53 s | Åsa Lundström      | 9 h 25 min 56 s |
| 2013  | Liz Blatchford -1- | 9 h 19 min 51 s | Gina Crawford     | 9 h 23 min 14 s | Stephanie Jones    | 9 h 31 min 46 s |
| 2012  | Carrie Lester      | 9 h 21 min 0 s  | Belinda Harper    | 9 h 22 min 42 s | Candice Hammond    | 9 h 24 min 45 s |